# Linguee
Linguee — онлайн-словарь и система контекстуального поиска переводов, позволяющая найти, как слова и фразы переводились людьми в существующих билингвистических текстах.

## История
История компании берёт своё начало в 2007 году, когда Гереон Фралинг, бывший научный сотрудник Google, начал воплощать свою идею по созданию поисковой системы по переводам вместе со своим другом Леонардом Финком. В 2009 году была запущена немецко-английская версия Linguee. Затем добавились французский, испанский и португальский языки. 4 декабря 2013 года появилась русскоязычная версия Linguee вместе с китайской, японской, итальянской и нидерландской. В 2013 году сайт Linguee и достиг отметки в миллион уникальных пользователей в день и ежедневно отвечал на 5 миллионов запросов.
Согласно данным Alexa Internet, по состоянию на апрель 2018 года французская версия сайта занимала 109 место среди самых популярных сайтов во Франции, а немецкая — 171 место среди самых популярных сайтов как в Германии, так и в Австрии.

## Технология
Linguee использует имеющиеся в интернете уже переведенные тексты в качестве основы для поиска переводов запросов пользователей: вначале поисковый краулер прочесывает интернет на наличие сайтов, содержащих билингвальные тексты. Эти данные сохраняются. Затем самообучающийся алгоритм при поддержке лингвистов компании оценивает качество полученных текстов. Только 1% всех текстов проходят проверку и затем предоставляются пользователям. Таким образом, по запросу пользователь получает список соответствующих друг другу законченных предложений на двух языках, которые содержат искомое слово или выражение.
В качестве источников многоязычных текстов используются сайты компаний, базы данных патентов, документы Евросоюза и других международных организаций.

## Аналоги
Схожие системы контекстуального поиска переводов были реализованы в ресурсах Reverso Context и ABBYY Lingvo Live.